# Guardia Costera de Yibuti
La Guardia Costera de Yibuti es una institución civil encargada de proteger los intereses de la República de Yibuti en el mar.

## Historia
Formada el 4 de diciembre de 2010, la guardia costera se encarga de combatir la pesca ilegal y la explotación de los recursos naturales, lleva a cabo misiones de búsqueda y rescate, protección de la ecología y la pesca, lucha contra la contaminación marina, realiza tareas de vigilancia para prevenir el vaciado de las aguas de lastre, lucha contra el terrorismo y el tráfico de personas y substancias estupefacientes. Al igual que muchos otros guardacostas, la guardia costera de Yibuti participa en la defensa de la nación y el mantenimiento del orden como una fuerza militar del país mediante el uso de sus capacidades marítimas. La guardia costera permanece bajo control civil en tiempos de paz. La Guardia Costera vigila los buques que navegan en las aguas territoriales de Yibuti. La Guardia Costera de Yibuti ha interceptado barcos de refugiados y ciudadanos migrantes que cruzaban el estrecho de Bab el-Mandeb.

## Funciones
La guardia costera de Yibuti cumple cinco funciones fundamentales:
1. Salvamento marítimo: La guardia costera lleva a cabo tareas de búsqueda y rescate y salvamento marítimo.
2. Seguridad marítima: Hay que proteger las fronteras marítimas contra el narcotráfico, la inmigración ilegal y el contrabando, para ello la guardia costera lleva a cabo tareas de vigilancia pesquera y cumplimiento de la normativa marítima.
3. Movilidad marítima: Hay que facilitar el comercio y la navegación marítima manteniendo el acceso y la seguridad de las rutas marítimas.
4. Defensa nacional: Es necesario participar en la defensa de la nación y mantener el orden público como última fuerza militar del país mediante el uso de sus capacidades marítimas.
5. Protección de los recursos naturales: La guardia costera lucha contra la contaminación y los daños al medio ambiente natural relacionados con actividades como el transporte, la pesca y las embarcaciones de recreo.

## Equipamiento naval
| Clase 200 Super Esperanza     | Buque patrullero | Italia | 2 |  |
| Clase 500                     | Buque patrullero | Italia | 4 |  |
| Barco patrullero de 20 metros | Buque patrullero | Japón  | 2 |  |
| Barco patrullero de 19 metros | Buque patrullero | Japón  | 2 |  |